# New Rally-X
New Rally-X é um jogo de corrida e labirinto lançado para arcade em 1981 pela Namco. É um update de Rally-X, lançado no ano anterior.

## Jogabilidade
Assim como na versão anterior, o objetivo do jogador é pilotar seu carro e recolher todas as bandeiras espalhadas pelas ruas da cidade (labirinto) sem ser atingido por obstáculos como pedras, bem como pelos carros vermelhos que também circulam pelo local. Para ajudar na missão, o carro pode lançar uma cortina de fumaça que confunde os carros vermelhos, facilitando a fuga em situações difíceis. O recurso faz com que seja gasto combustível, portanto, deve ser usado com cautela. Há também um radar em tela, mostrando a localização das bandeiras e a posição dos carros vermelhos. Após recolher todas as bandeiras, o jogador passa de fase. A cada duas fases, o jogador participa de um estágio bônus. A dificuldade foi consideravelmente reduzida em relação a Rally-X, e há também uma nova música de fundo.

## Outras versões
O jogo não teve lançamentos para consoles ou computadores da época. Porém, a exemplo de outros jogos clássicos da Namco, New Rally-X pode ser jogado durante a tela de carregamento do jogo Ridge Racer, para PSP. Posteriormente, o jogo foi incluído  na coletânea Namco Museum Battle Collection, também para PSP, e para os serviços Xbox Live Arcade e Wii Virtual Console.